# Daniel Sturridge
Daniel Andre "Danny" Sturridge (sinh ngày 1 tháng 9 năm 1989) là một cựu cầu thủ bóng đá người Anh từng thi đấu ở vị trí tiền đạo
Sturridge bắt đầu sự nghiệp thi đấu chuyên nghiệp của mình tại Manchester City, nơi anh đã có một danh hiệu vô địch giải trẻ cúp FA. Anh bắt đầu có mặt trong đội hình chính thức từ năm 2007 và có bàn thắng đầu tiên vào tháng 1 năm 2008. Trong mùa giải 2007–08, Sturridge trở thành cầu thủ duy nhất ghi bàn tại giải trẻ cúp FA, cúp FA và Premier League trong cùng một mùa giải. Anh rời Manchester City năm 2009 và gia nhập Chelsea theo dạng chuyển nhượng tự do. Sturridge đã có thời gian thi đấu thành công theo hợp đồng cho mượn tại Bolton Wanderers nửa cuối mùa giải 2010-11 trước khi trở lại Chelsea. Anh chính thức rời Chelsea đến Liverpool vào tháng 1 năm 2013.
Sturridge từng là thành viên các đội trẻ của Anh và từng cùng Đội tuyển bóng đá Olympic Vương quốc Anh tham gia tranh tài tại Thế vận hội Mùa hè 2012. Anh có trận đấu đầu tiên cho đội tuyển quốc gia vào ngày 15 tháng 11 năm 2011 và từng tham dự các giải đấu lớn là World Cup 2014 và Euro 2016.

## Sự nghiệp thi đấu câu lạc bộ

### Manchester City
Sturridge bắt đầu sự nghiệp của mình tại câu lạc bộ địa phương Aston Villa trước khi chuyển đến Coventry City năm 2002, sau đó là Học viện bóng đá Manchester City năm 2003, khi anh 13 tuổi. Uỷ ban Football League sau đó đã buộc Manchester City phải trả cho Coventry 30.000 £, ngoài ra còn khoản thêm tối đa 200.000 £ tùy thuộc vào khả năng ra sân và số danh hiệu trong màu áo Manchester City. Năm sau, anh trở thành vua phá lưới đồng thời được bầu chọn là cầu thủ xuất sắc nhất (cầu thủ duy nhất trước đây từng làm được điều này là tiền đạo người Argentina Carlos Tévez) khi City giành chức vô địch Nike Cup, giải đấu lớn nhất dành cho các cầu thủ dưới 15 tuổi. Năm 16 tuổi, Sturridge thi đấu cho đội trẻ Manchester City tại cúp FA dành cho đội trẻ 2006. Dù là cầu thủ trẻ nhất đội, anh đã ghi đến 4 bàn thắng trên con đường vào chung kết của đội nhà. Trong trận chung kết, anh tiếp tục ghi thêm hai bàn nữa nhưng đội bóng của anh đã thua Liverpool 3–2. Mùa hè năm đó, anh đã ký hợp đồng chuyên nghiệp đầu tiên và nó bắt đầu có hiệu lực vào năm anh 17 tuổi.
Từ đầu mùa giải 2006–07, Sturridge bắt đầu được tập luyện cùng đội hình chính của Manchester City. Một hat-trick trong một trận đấu của đội hình dự bị đã giúp anh lần đầu tiên có mặt trong một trận đấu tại Giải Ngoại hạng Anh vào tháng 2 năm 2007 với Reading. Anh vào sân thay cho tền đạo Georgios Samaras ở phút 74 của trận đấu. Sturridge có lần ra sân thứ hai 1 tháng sau đó nhưng bị chấn thương hông và đành phải nghỉ thi đấu đến hết năm 2007.
Anh có bàn thắng đầu tiên cho City vào ngày 27 tháng 1 năm 2008 trong trận đấu tại cúp FA với Sheffield United, sau đó 3 ngày là bàn thắng đầu tiên tại Giải Ngoại hạng vào lưới Derby County. Tuy nhiên, cơ hội được ra sân trong đội hình chính thức không nhiều nên Sturridge tiếp tục cùng đội trẻ tham dự giải trẻ cúp FA. Man City một lần nữa lại lọt vào chung kết với Sturridge dẫn đầu danh sách ghi bàn giải đấu. Lần này, City đã giành chức vô địch và Sturridge ghi được một bàn trong trân chung kết. Trong mùa giải 2007–08, anh trở thành cầu thủ duy nhất ghi bàn tại giải trẻ cúp FA, cúp FA và Premier League trong cùng một mùa giải.
Kết thúc mùa giải 2008-2009, sau 16 lần ra sân tại Giải Ngoại hạng, Sturridge ghi được 4 bàn và có 3 đường chuyền thành bàn. Cuối mùa giải 2008–09, các cổ động viên Manchester City đã bầu chọn anh làm cầu thủ trẻ xuất sắc nhất mùa giải của đội bóng này.

### Chelsea

#### 2009-10
Sau khi hết hạn hợp đồng với Manchester City, Sturridge đã ký hợp đồng thi đấu cho Chelsea trong 4 mùa giải vào ngày 3 tháng 7 năm 2009. Anh cũng chính là tân binh đầu tiên của huấn luyện viên Carlo Ancelotti sau khi ông này đồng ý dẫn dắt Chelsea. Do Sturridge chưa đủ 24 tuổi nên Manchester City đã yêu cầu Chelsea trả chi phí đào tạo cầu thủ này. Sau một quãng thời gian dài tranh chấp không đi đến hồi kết, đại diện hai câu lạc bộ đã đưa sự việc lên nhờ hội đồng FA Premier League phân xử. Theo phán quyết của Ủy ban giải quyết tranh chấp khiếu nại thuộc FA, Chelsea sẽ phải trả ngay cho Man City 3,5 triệu £ dưới hình thức phí đào tạo. Chelsea sẽ phải trả thêm 500.000 £ sau mỗi 10 trận Sturridge ra sân ở đội một. Họ cũng phải chuyển 1 triệu £ vào tài khoản Man City nếu Sturridge được đá chính trọn vẹn một trận đấu ở cấp độ đội tuyển quốc gia. Trong trường hợp Chelsea bán Sturridge cho bất kỳ câu lạc bộ nào khác, Man City cũng sẽ được nhận thêm 15% khoản phí chuyển nhượng tiền đạo này.
Anh có bàn thắng đầu tiên cho Chelsea trong trận giao hữu với Seattle Sounders ngày 18 tháng 7 năm 2009. Tiền vệ Frank Lampard sau trận đấu đã khẳng định Sturridge có thể trở thành một chân sút vĩ đại trong tương lai. Ba ngày sau, trong trận giao hữu với Inter Milan, anh đem về cho Chelsea một quả phạt đền để Lampard ấn định tỉ số 2-0. Anh có trận đấu đầu tiên tại Premier League cho Chelsea vào ngày 18 tháng 8 năm 2009 gặp Sunderland, vào sân thay cho tiền đạo Didier Drogba ở cuối hiệp 2. Ngày 16 tháng 9 năm 2009, anh lập một hat-trick trong trận đấu của đội hình dự bị với Ipswich Town. Ngày 28 tháng 10 năm 2009, anh có lần ra sân đầu tiên trong đội hình chính thức tại chiến thắng 4-0 ở League Cup trước Bolton Wanderers.
Ngày 20 tháng 12, Sturridge vào sân từ băng ghế dự bị trong trận gặp West Ham United đã có pha ngã rất khéo trong vòng cấm đem về quả phạt đền giúp Chelsea san bằng tỉ số. Anh có trận đầu tiên ra sân trong đội hình chính thức của Chelsea tai Giải Ngoại hạng Anh vào ngày Boxing day trong trận gặp Birmingham City.
Hai bàn thắng đầu tiên của Sturridge cho Chelsea đến trong trận đấu tại vòng 3 cúp FA với Watford ngày 3 tháng 1 năm 2010. Tại trận đấu vòng 4 sau đó với Preston North End, anh tiếp tục ghi bàn khi ấn định tỉ số 2-0 của trận đấu. Ngày 13 tháng 2, trong trận đấu vòng 5 với Cardiff City, anh tiếp tục lập công trong chiến thắng 4–1 của Chelsea nâng thành tích ghi bàn của anh tại cúp FA lên con số 4 sau ba vòng đấu.
Sturridge có bàn thắng đầu tiên tại Giải Ngoại hạng cho Chelsea vào ngày 25 tháng 4 năm 2010 trong chiến thắng 7–0 trước Stoke City tại Stamford Bridge bằng một pha xử lý bóng rất quyết đoán và đầy kĩ thuật. Cuối mùa giải 2009-10, anh đã có danh hiệu đầu tiên trong sự nghiệp cùng với Chelsea là chức vô địch Giải Ngoại hạng Anh. Trong trận chung kết cúp FA với Portsmouth, anh vào sân ở phút 90 thay thế Nicolas Anelka. Chiến thắng 1-0 đã giúp anh và câu lạc bộ có được cú đúp danh hiệu vô địch trong mùa giải. Trong mùa giải đầu tiên với Chelsea, Sturridge có được 5 bàn thắng sau 20 lần ra sân.

#### 2010-11
Sturridge có bàn thắng đầu tiên trong mùa giải 2010-11 khi ghi bàn trong chiến thắng 4-1 trước MŠK Žilina của Slovakia tại trận đấu đầu tiên của Chelsea ở UEFA Champions League 2010-11 ngày 15 tháng 9. Ngày 23 tháng 11, anh lại một lần nữa ghi bàn vào lưới Žilina giúp Chelsea giành chiến thắng 2-1 và đảm bảo ngôi đầu bảng ở Champions League.
Ngày 9 tháng 1 năm 2011, Sturridge lập cú đúp trong chiến thắng 7-0 của Chelsea trước Ipswich Town tại vòng 3 cúp FA 2010-2011.

### Bolton Wanderers
Ngày 31 tháng 1 năm 2011, Sturridge đã gia nhập Bolton Wanderers theo bản hợp đồng cho mượn có thời hạn đến hết mùa giải. Ngay trong trận đấu đầu tiên cho Bolton vào ngày 2 tháng 2, Sturridge đã ghi bàn ở phút bù giờ giúp đội bóng này đánh bại Wolverhampton Wanderers 1-0. Ba ngày sau, anh tiếp tục ghi bàn trong trận thua 1-2 trước Tottenham Hotspur khi được vào sân ngay từ đầu. Bàn gỡ hòa 1-1 trong trận đấu với Newcastle United giúp anh trở thành cầu thủ thứ sáu trong lịch sử Premier League ghi 4 bàn trong 4 trận đầu tiên cho câu lạc bộ.
Ngày 24 tháng 4, anh mở tỷ số trong trận thắng bất ngờ 2-1 trước Arsenal từ một pha đánh đầu. Kết thúc mùa giải 2010-11, trong 12 trận được huấn luyện viên Bolton Owen Coyle tin dùng, Sturridge đã ghi được 8 bàn thắng.

### Trở lại Chelsea

#### Mùa giải 2011-12

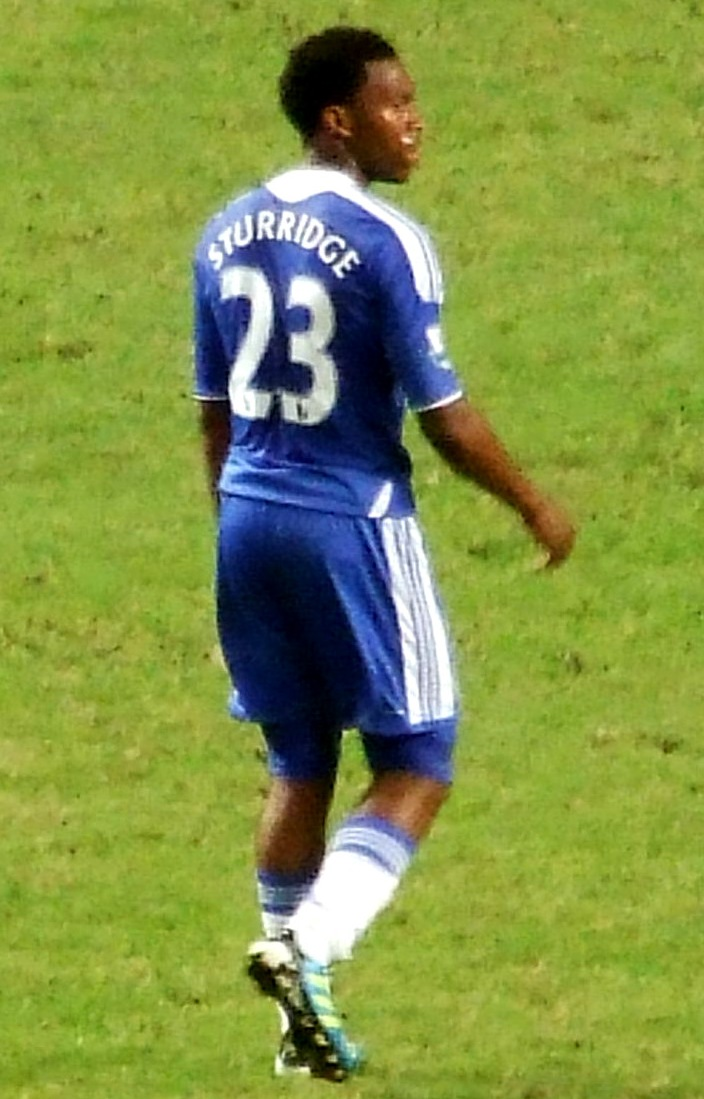
Sturridge trong màu áo Chelsea tại Giải Premier League châu Á 2011

Bị thẻ đỏ trực tiếp trong trận đấu cuối cùng của mùa giải 2010-11 với Bolton, Sturridge đã bị cấm thi đấu ba trận đầu tiên của Premier League 2011-12. Trở lại sau án phạt vào ngày 10 tháng 9 năm 2011 trong trận đấu với Sunderland, anh đã ghi bàn nâng tỉ số lên 2-0, giúp Chelsea thắng chung cuộc 2-1. Ngày 2 tháng 10, Sturridge tiếp tục thể hiện phong độ ấn tượng sau khi lập cú đúp trong trận thắng 5-1 trước đội bóng cũ Bolton Wanderers. Ngày 27 tháng 10, anh vào sân thay người ở phút 85 trong trận đấu League Cup với Everton đã ghi bàn ấn định tỉ số 2-1 ở phút 116, đưa Chelsea lọt vào tứ kết. Ngày 13 tháng 12, trong trận đấu với đội bóng cũ Manchester City tại Stamford Bridge, Sturridge không ghi bàn nhưng đã có đường căng ngang cho Raul Meireles ghi bàn gỡ hòa và đem về quả phạt đền sau lỗi để bóng chạm tay trong vòng cấm của Joleon Lescott, qua đó Lampard đã ấn định chiến thắng 2-1 cho Chelsea. Ngày 22 tháng 12, anh đã giúp Chelsea có được 1 điểm trên sân White Hart Lane của Tottenham với bàn thắng gỡ hòa ở phút 23.
Ngày 18 tháng 2 năm 2012, Sturridge ghi bàn gỡ hòa trong trận hòa 1-1 với Birmingham ở cúp FA, giúp Chelsea có được trận đấu lại sau đó. Ngày 31 tháng 3, anh có bàn thắng thứ 10 ở Premier League mùa giải 2011-12 với pha lập công mở tỉ số trong chiến thắng 4-2 trước Aston Villa. Kết thúc mùa giải 2011-12, Sturridge có tổng cộng 13 bàn thắng cho Chelsea trên tất cả các mặt trận. Giai đoạn đầu mùa bóng, Sturridge được huấn luyện viên André Villas-Boas sử dụng trong đội hình chính thức và có phong độ tốt nhưng kể từ khi Roberto Di Matteo nắm quyền thì anh không còn vị trí chính thức và đánh mất phong độ, do đó không đóng góp gì nhiều trong hai danh hiệu cuối mùa giải cúp FA và UEFA Champions League của Chelsea.

#### Mùa giải 2012-13
Sturridge bỏ lỡ những trận đấu đầu tiên của Chelsea trong mùa giải 2012-13 vì chấn thương gân khoeo. Tuy nhiên, ngay trong trận đấu đầu tiên trở lại sau chấn thương ngày 20 tháng 10, anh đã ghi bàn ấn định chiến thắng 4-2 trước Tottenham Hotspurs trên sân White Hart Lane. Trong trận đấu vòng 4 Cúp liên đoàn với Manchester United ngày 31 tháng 10, anh được vào sân ngay từ đầu và đã ghi bàn nâng tỉ số lên 4-3 ở hiệp phụ giúp Chelsea thắng chung cuộc 5-4. Trong thời gian ba năm rưỡi thi đấu cho Chelsea, Sturridge đã có 49 trận và ghi 24 bàn thắng trước khi chuyển đến Liverpool trong kì chuyển nhượng mùa đông.

### Liverpool

#### Mùa giải 2012-13
Ngày 2 tháng 1 năm 2013, Sturridge chính thức chuyển sang đầu quân cho Liverpool với mức phí chuyển nhượng không được tiết lộ. Anh khoác áo số 15 tại Liverpool. Sturridge có trận đấu đầu tiên cho Liverpool vào ngày 6 tháng một trong trận đấu tại cúp FA với Mansfield Town và ghi bàn chỉ sau 7 phút vào sân. Sau đó trong trận đấu đầu tiên cho Liverpool tại Premier League, anh cũng ghi bàn khi vào sân thay người trong thất bại 2-1 trước Manchester United tại Old Trafford. Sturridge ghi bàn thắng thứ ba cho Liverpool trong chiến thắng 5-0 trước Norwich City tại Anfield ngày 19 tháng 1, giúp anh trở thành cầu thủ đầu tiên ghi cả ba bàn trong ba trận đấu đầu tiên cho Liverpool kể từ sau Ray Kennedy năm 1974.
Ngày 3 tháng 2, Sturridge ghi một bàn thắng từ khoảng cách 22 m vào lưới đội bóng cũ Manchester City trong trận hòa 2-2 tại sân Etihad. Đến ngày 21 tháng 4, Sturridge đối đầu Chelsea lần đầu tiên kể từ khi chuyển đến Liverpool và anh đã có một đường kiến tạo và một bàn thắng khi vào sân từ băng ghế dự bị trong trận hòa 2-2. Một tuần sau, anh lại tiếp tục có hai bàn thắng và một đường kiến tạo trong chiến thắng hủy diệt 6-0 trước Newcastle United ngay tại sân St James' Park. Ngày 12 tháng 5, trong trận đấu với Fulham tại Giải ngoại hạng, Sturridge có hat-trick đầu tiên trong sự nghiệp cầu thủ chuyên nghiệp của mình, giúp Liverpool giành chiến thắng 3-1.

#### Mùa giải 2013-14
Ngay trong trận đấu đầu tiên của Giải bóng đá Ngoại hạng Anh 2013-14, dù bỏ lỡ nhiều cơ hội, Sturridge vẫn ghi bàn thắng duy nhất của trận đấu, giúp Liverpool đánh bại Stoke City. Một tuần sau đó, anh lại một lần nữa trở thành người ghi bàn thắng duy nhất của trận đấu trong cuộc đối đầu với Aston Villa. Đây là lần đầu tiên sau năm mùa giải, Liverpool mới có liên tiếp hai trận thắng khi bắt đầu giải. Ngày 28 tháng 8, Sturridge lập cú đúp vào lưới Notts County tại vòng 2 League Cup, trong đó có bàn thắng ở phút 105 hiệp phụ mới giúp Liverpool đi tiếp vòng trong.
Ngày 13 tháng 9, anh đã được nhận danh hiệu Cầu thủ xuất sắc nhất tháng 8 của Premier League và sau đó là Cầu thủ xuất sắc nhất tháng 8 của Liverpool. Bốn ngày sau đó, bàn thắng trong trận hòa 2-2 với Swansea đã giúp anh trở thành cầu thủ Liverpool đầu tiên ghi bàn ở cả bốn vòng đấu đầu tiên của Premier League.
Ngày 23 tháng 11, vào sân từ băng ghế dự bị, Sturridge đã ghi bàn ở phút cuối cùng của trận derby vùng Merseyside với Everton, ấn định tỉ số 3–3. Trong trận lượt về với Everton ngày 28 tháng 1, anh lập một cú đúp giúp Liverpool thắng 4-0 nhưng bỏ lỡ một quả phạt đền và có phản ứng dữ dội với huấn luyện viên Rodgers khi bị thay ra sân. Đến ngày 8 tháng 2, anh ghi bàn nâng tỉ số lên 4-0 cho Liverpool chỉ sau 20 phút đầu trong trận đấu với Arsenal và chung cuộc Liverpool có chiến thắng bất ngờ 5-1. Sturridge trở thành cầu thủ đầu tiên trong lịch sử Liverpool ghi bàn ở 7 trận Premier League liên tiếp sau khi ghi bàn trong chiến thắng 3-2 trước Fulham tại Craven Cottage. Kết thúc tháng 2 năm 2014, anh lần thứ hai trong mùa giải trở thành Cầu thủ xuất sắc nhất trong tháng của Giải bóng đá ngoại hạng Anh với năm bàn thắng và hai pha kiến tạo.
Ngày 18 tháng 4 năm 2014, anh có tên trong danh sách rút gọn sáu cầu thủ cho cả hai danh hiệu Cầu thủ xuất sắc nhất năm và Cầu thủ trẻ xuất sắc nhất năm của Hiệp hội Cầu thủ Chuyên nghiệp Anh (PFA). Ngày 27 tháng 4 năm 2014, anh cùng với hai đồng đội Steven Gerrard và Luis Suárez có tên trong Đội hình xuất sắc nhất năm của PFA. Sturridge kết thúc Giải bóng đá ngoại hạng Anh 2013-14 với bàn thắng đem về chiến thắng 2-1 trước Newcastle United và giúp anh có tổng cộng 21 bàn thắng, đứng thứ nhì trong danh sách vua phá lưới, sau người đồng đội Suárez.

#### Mùa giải 2014-15
Sturridge khởi đầu mùa giải mới với bàn thắng ấn định chiến thắng 2-1 trước Southampton tại vòng đấu đầu tiên của Giải bóng đá Ngoại hạng Anh 2014-15. Bàn thắng này cũng là bàn thắng thứ 36 sau 50 trận đấu cho Liverpool của Sturridge, hiệu suất ghi bàn cao nhất của một cầu thủ Liverpool tại Premier League và chỉ kém kỷ lục 41 bàn/50 trận do George Allan nắm giữ vào cuối thế kỷ XIX. Trong tháng 9, Sturridge gặp phải chấn thương bắp đùi khi đang thi đấu cho đội tuyển quốc gia và phải nghỉ thi đấu ba tuần. Điều này đã khiến cho huấn luyện viên Brendan Rodgers giận dữ và ông đã chỉ trích công khai đội tuyển Anh khi nói rằng chấn thương của Sturridge đáng lý ra đã có thể tránh được.
Sturridge sau đó tiếp tục chấn thương bắp chân trong buổi tập vào ngày 17 tháng 10 năm 2014 và tái phát chấn thương đùi vào ngày 18 tháng 11 khiến anh phải nghỉ thi đấu tổng cộng gần 5 tháng. Đến ngày 31 tháng 1 năm 2015, anh mới trở lại sân cỏ từ ghế dự bị ở phút 68 nhưng đã ngay lập tức ghi bàn ở phút 87 đem về chiến thắng 2-0 trước West Ham. Ngày 4 tháng 3, Sturridge là người ấn định chiến thắng 2-0 trước Burnley.
Chấn thương tiếp tục ám ảnh Sturridge khi anh bị chấn thương hông vào ngày 22 tháng 3 trong trận đấu với Manchester United mà Liverpool để thua 1-2. Trong trận này anh là người đã ghi bàn thắng sau cùng của trận đấu. Trong suốt mùa giải 2014-15, Sturridge chỉ có thể đá chính 7 trận cho Liverpool. Đến ngày 5 tháng 5, anh đã trải qua ca phẫu thuật hông thành công tại Mỹ nhưng buộc phải nghỉ tập luyện và sẽ vắng mặt đến tận giai đoạn đầu mùa giải 2015-16.

#### Mùa giải 2015–16
Sau khi vắng mặt trong năm trận đấu đầu tiên của Liverpool tại Premier League 2015–16 do chấn thương, Sturridge trở lại vào ngày 20 tháng 9 năm 2015 trong trận gặp Norwich City. Ngày 26 tháng 9, anh lập cú đúp giúp Liverpool đánh bại Aston Villa 3-2. Sau đó một tháng, anh mắc chấn thương đầu gối và một lần nữa phải nghỉ thi đấu trong vòng bốn tháng
Ngày 2 tháng 12, trong chiến thắng 6-1 của Liverpool trước Southampton tại League Cup, anh lập được cú đúp. Tổn thương gân khoeo gặp phải trong trận thua Newcastle United 2-0 khiến anh phải nghỉ thi đấu đến tận hai tháng. Anh trở lại thi đấu từ ngày 14 tháng 2 năm 2016, ghi bàn mở tỉ số trong chiến thắng 6–0 trước Aston Villa tại Villa Park. 14 ngày sau đó, anh thi đấu đủ 120 phút trong trận chung kết Cúp Liên đoàn Anh 2016, trận đấu mà Liverpool sau cùng đã thua Manchester City trên loạt sút luân lưu.
Ngày 5 tháng 5, Sturridge ghi bàn trong chiến thắng 3-0 của Liverpool trước Villarreal CF để cùng đội bóng của mình lọt vào Chung kết UEFA Europa League 2016, nơi anh ghi được bàn thắng mở tỉ số nhưng chung cuộc Liverpool để thua 3-1 trước Sevilla.

#### Mùa giải 2016–17
Ngày 23 tháng 8 năm 2016, Sturridge ra sân ngay từ đầu trong trận đấu với Burton Albion tại vòng 2 Cúp EFL và lập cú đúp trong chiến thắng 5-0 của and scored a brace in the 5–0 win for Liverpool. Trong trận đấu vòng 4 sau đó, anh tiếp tục lập cú đúp giúp Liverpool vượt qua Tottenham với tỉ số 2-1. Phải đến ngày 27 tháng 12, anh mới có bàn thắng đầu tiên tại Giải bóng đá Ngoại hạng Anh 2016-17 trong trận thắng 4-1 trước Stoke City.
Ngày 14 tháng 5, Sturridge có pha lập công đầu tiên tại Giải Ngoại hạng Anh kể từ tháng 1 với bàn mở tỉ số trong chiến thắng 4-0 trước West Ham United.

#### West Bromwich Albion
Ngày 29 tháng 1 năm 2018, Sturridge đến West Bromwich Albion theo thỏa thuận cho mượn dến hết mùa giải 2017-18.

## Sự nghiệp thi đấu đội tuyển quốc gia

### Các đội trẻ
Sturridge đã xuất hiện tại đội tuyển trẻ Anh từ cấp độ U-16. Sturridge đã được gọi vào đội tuyển U-21 Anh vào tháng 8 năm 2009 và có trận ra mắt gặp Hà Lan. Anh có bàn thắng đầu tiên cho U-21 Anh trong trận hoà 1-1 với U-21 Hy Lạp ngày 8 tháng 9 năm 2009. Ngày 3 tháng 9 năm 2010, anh ghi bàn duy nhất trong chiến thắng 1-0 của U-21 Anh trước U-21 Bồ Đào Nha.

#### Olympic 2012
Ngày 2 tháng 7 năm 2012, Sturridge được huấn luyện viên Stuart Pearce chọn vào Đội tuyển bóng đá Olympic Vương quốc Anh tham gia tranh tài tại Thế vận hội Mùa hè 2012. Trong trận đấu thứ hai của vòng bảng với U-23 Các Tiểu Vương quốc Ả Rập Thống nhất, anh đã có một bàn thắng trong chiến thắng 3-1. Đến trận đấu cuối cùng của vòng bảng, anh ghi bàn thắng duy nhất của trận đấu giúp Vương quốc Anh đánh bại U-23 Uruguay để kết thúc vòng bảng với vị trí nhất bảng. Tuy nhiên trong trận tứ kết với U-23 Hàn Quốc, Sturridge đã đá hỏng quả phạt đền thứ năm trong loạt sút luân lưu dẫn đến thất bại chung cuộc của đội tuyển Olympic Vương quốc Anh.

### Đội tuyển quốc gia Anh
Ngày 6 tháng 11 năm 2011, Sturridge lần đầu tiên được triệu tập vào Đội tuyển bóng đá quốc gia Anh cho các trận đấu giao hữu với Tây Ban Nha và Thụy Điển. Không được ra sân trong trận đấu với Tây Ban Nha, đến ngày 15 tháng 11, anh có trận đấu đầu tiên trong màu áo đội tuyển Anh ở trận gặp Thụy Điển khi vào sân ở hiệp hai thay cho Theo Walcott. Đến ngày 22 tháng 3 năm 2013, anh mới có bàn thắng đầu tiên cho đội tuyển Anh, trong chiến thắng 8-0 trước San Marino tại vòng loại World Cup 2014. Tại vòng loại này, anh cũng lập công trong chiến thắng 4-1 trước Montenegro.

#### World Cup 2014
Ngày 12 tháng 5 năm 2014, Sturridge được huấn luyện viên Roy Hodgson triệu tập vào đội hình 23 cầu thủ Anh tham dự World Cup 2014 tại Brasil. Anh là người ghi bàn đầu tiên cho đội tuyển Anh tại giải đấu này tại trận mở màn bảng D World Cup 2014 với đội tuyển Ý, gỡ hòa 1-1 từ đường chuyền của Wayne Rooney. Tuy nhiên chung cuộc Anh đã để thua 2-1 trong ngày ra quân. Sau đó đội tuyển Anh tiếp tục để thua Uruguay nên đã bị loại ngay sau vòng bảng.

#### Euro 2016
Daniel Sturridge tiếp tục có tên trong danh sách đội tuyển Anh tham dự Euro 2016 trên đất Pháp. Tại giải đấu này, anh chỉ có được một bàn thắng trong chiến thắng 2-1 của Tam sư trước xứ Wales. Đội tuyển Anh sau đó lọt vào vòng 16 đội nhưng thất bại trước Iceland với tỉ số 1-2.

## Thống kê sự nghiệp

### Câu lạc bộ
| Câu lạc bộ                  | Mùa giải            | Giải ngoại hạng Anh | Giải ngoại hạng Anh | Giải ngoại hạng Anh | Cúp FA | Cúp FA | Cúp liên đoàn | Cúp liên đoàn | Châu Âu | Châu Âu | Khác | Khác | Tổng cộng | Tổng cộng |
| Câu lạc bộ                  | Mùa giải            | Hạng                | Trận                | Bàn                 | Trận   | Bàn    | Trận          | Bàn           | Trận    | Bàn     | Trận | Bàn  | Trận      | Bàn       |
| --------------------------- | ------------------- | ------------------- | ------------------- | ------------------- | ------ | ------ | ------------- | ------------- | ------- | ------- | ---- | ---- | --------- | --------- |
| Manchester City             | 2006–07             | Premier League      | 2                   | 0                   | 0      | 0      | 0             | 0             | —       | —       | —    | —    | 2         | 0         |
| Manchester City             | 2007–08             | Premier League      | 3                   | 1                   | 1      | 1      | 0             | 0             | —       | —       | —    | —    | 4         | 2         |
| Manchester City             | 2008–09             | Premier League      | 16                  | 4                   | 1      | 0      | 1             | 0             | 8       | 0       | —    | —    | 26        | 4         |
| Manchester City             | Tổng cộng           | Tổng cộng           | 21                  | 5                   | 2      | 1      | 1             | 0             | 8       | 0       | —    | —    | 32        | 6         |
| Chelsea                     | 2009–10             | Premier League      | 13                  | 1                   | 4      | 4      | 1             | 0             | 2       | 0       | 0    | 0    | 20        | 5         |
| Chelsea                     | 2010–11             | Premier League      | 13                  | 0                   | 1      | 2      | 1             | 0             | 5       | 2       | 1    | 0    | 21        | 4         |
| Chelsea                     | 2011–12             | Premier League      | 30                  | 11                  | 4      | 1      | 2             | 1             | 7       | 0       | —    | —    | 43        | 13        |
| Chelsea                     | 2012–13             | Premier League      | 7                   | 1                   | 0      | 0      | 1             | 1             | 2       | 0       | 2    | 0    | 12        | 2         |
| Chelsea                     | Tổng cộng           | Tổng cộng           | 63                  | 13                  | 9      | 7      | 5             | 2             | 16      | 2       | 3    | 0    | 96        | 24        |
| Bolton Wanderers            | 2010–11             | Premier League      | 12                  | 8                   | 0      | 0      | 0             | 0             | —       | —       | —    | —    | 12        | 8         |
| Bolton Wanderers            | Tổng cộng           | Tổng cộng           | 12                  | 8                   | 0      | 0      | 0             | 0             | —       | —       | —    | —    | 12        | 8         |
| Liverpool                   | 2012–13             | Premier League      | 14                  | 10                  | 2      | 1      | 0             | 0             | 0       | 0       | —    | —    | 16        | 11        |
| Liverpool                   | 2013–14             | Premier League      | 29                  | 21                  | 2      | 1      | 2             | 2             | —       | —       | —    | —    | 33        | 24        |
| Liverpool                   | 2014–15             | Premier League      | 12                  | 4                   | 3      | 1      | 0             | 0             | 2       | 0       | —    | —    | 17        | 5         |
| Liverpool                   | 2015–16             | Premier League      | 14                  | 8                   | 1      | 0      | 2             | 2             | 8       | 3       | —    | —    | 25        | 13        |
| Liverpool                   | 2016–17             | Premier League      | 20                  | 3                   | 3      | 0      | 4             | 4             | —       | —       | —    | —    | 27        | 7         |
| Liverpool                   | 2017–18             | Premier League      | 5                   | 1                   | 0      | 0      | 0             | 0             | 2       | 0       | —    | —    | 7         | 1         |
| Liverpool                   | 2018–19             | Premier League      | 18                  | 2                   | 1      | 0      | 1             | 1             | 7       | 1       | —    | —    | 27        | 4         |
| Liverpool                   | Tổng cộng           | Tổng cộng           | 116                 | 50                  | 13     | 3      | 9             | 9             | 22      | 5       | —    | —    | 160       | 67        |
| West Bromwich Albion (mượn) | 2017–18             | Premier League      | 6                   | 0                   | 0      | 0      | —             | —             | —       | —       | —    | —    | 6         | 0         |
| Trabzonspor                 | 2019–20             | Süper Lig           | 11                  | 4                   | 3      | 3      | —             | —             | 2       | 0       | —    | —    | 16        | 7         |
| Perth Glory                 | 2021–22             | A-League Men        | 6                   | 0                   | 0      | 0      | —             | —             | —       | —       | —    | —    | 6         | 0         |
| Tổng cộng sự nghiệp         | Tổng cộng sự nghiệp | Tổng cộng sự nghiệp | 235                 | 80                  | 27     | 14     | 15            | 11            | 49      | 7       | 2    | 0    | 328       | 112       |

1. ↑  Appearances in UEFA Cup
2. 1 2 3 4 5  Số lần ra sân tại UEFA Champions League

### Đội tuyển quốc gia
Tính đến 11 tháng 11 năm 2016.
| Đội tuyển quốc gia | Năm       | Trận | Bàn |
| ------------------ | --------- | ---- | --- |
| Anh                | 2011      | 1    | 0   |
| Anh                | 2012      | 3    | 0   |
| Anh                | 2013      | 5    | 2   |
| Anh                | 2014      | 7    | 3   |
| Anh                | 2016      | 9    | 3   |
| Tổng cộng          | Tổng cộng | 25   | 8   |

### Bàn thắng quốc tế
Vương quốc Anh
| #  | Ngày                | Địa điểm                                   | Đối thủ | Bàn thắng | Kết quả | Giải đấu                |
| -- | ------------------- | ------------------------------------------ | ------- | --------- | ------- | ----------------------- |
| 1. | 29 tháng 7 năm 2012 | Sân vận động Wembley, Luân Đôn, Anh        | UAE     | 3–1       | 3–1     | Thế vận hội Mùa hè 2012 |
| 2. | 1 tháng 8 năm 2012  | Sân vận động Thiên niên kỷ, Cardiff, Wales | Uruguay | 1–0       | 1–0     | Thế vận hội Mùa hè 2012 |

Anh
Scores and results list England's goal tally first.
| # | Ngày                 | Địa điểm                                        | Đối thủ    | Bàn thắng | Kết quả | Giải đấu                 |
| - | -------------------- | ----------------------------------------------- | ---------- | --------- | ------- | ------------------------ |
| 1 | 22 tháng 3 năm 2013  | Sân vận động Serravalle, Serravalle, San Marino | San Marino | 7–0       | 8–0     | Vòng loại World Cup 2014 |
| 2 | 11 tháng 10 năm 2013 | Sân vận động Wembley, London, Anh               | Montenegro | 4–1       | 4–1     | Vòng loại World Cup 2014 |
| 3 | 5 tháng 3 năm 2014   | Sân vận động Wembley, London, Anh               | Đan Mạch   | 1–0       | 1–0     | Giao hữu                 |
| 4 | 30 tháng 5 năm 2014  | Sân vận động Wembley, London, Anh               | Perú       | 1–0       | 3–0     | Giao hữu                 |
| 5 | 14 tháng 6 năm 2014  | Arena da Amazônia, Manaus, Brasil               | Ý          | 1–1       | 1–2     | World Cup 2014           |
| 6 | 16 tháng 6 năm 2016  | Sân vận động Bollaert-Delelis, Lens, Pháp       | Wales      | 2–1       | 2–1     | Euro 2016                |
| 7 | 8 tháng 10 năm 2016  | Sân vận động Wembley, London, Anh               | Malta      | 1–0       | 2–0     | Vòng loại World Cup 2018 |
| 8 | 11 tháng 11 năm 2016 | Sân vận động Wembley, London, Anh               | Scotland   | 1–0       | 3–0     | Vòng loại World Cup 2018 |

## Danh hiệu

### Câu lạc bộ

#### Chelsea
- Premier League: 2009–10
- FA Cup: 2009–10, 2011–12
- UEFA Champions League: 2011–12

#### Liverpool
- UEFA Champions League: 2018–19

### Cá nhân
- Cầu thủ trẻ xuất sắc nhất năm của Manchester City (1): 2008-09
- Đội hình tiêu biểu Giải vô địch bóng đá U-21 châu Âu 2011
- Cầu thủ xuất sắc nhất trong tháng của Giải bóng đá ngoại hạng Anh (2): Tháng 8 năm 2013, Tháng 2 năm 2014
- Cầu thủ xuất sắc nhất trong tháng của Liverpool (1): Tháng 8 năm 2013